# Gare de Biélorussie (Moscou)
La gare de Biélorussie (en russe : Белорусский вокзал [bʲɪɫɐˈruskʲɪj vɐɡˈzaɫ]) est l'une des neuf gares de Moscou. Elle a été construite en 1870, par Ivan Stroukov. Elle se trouve sur la place du même nom, non loin de la rue Tverskaïa.

## Histoire
Elle s'appelait avant novembre 1871 la gare de Smolensk, puis gare de Brest et entre 1912 et 1936, la gare Alexandre, en l'honneur d'Alexandre Ier, pour le centenaire de la campagne de 1812.
En 2010, dans le cadre de l'année France-Russie, elle est jumelée avec la gare de Paris-Est.

## Service des voyageurs

### Desserte
La gare est desservie par des trains en direction de l'ouest, en l'occurrence vers Minsk, Polotsk, Vilnius, Grodno, Varsovie, Rybinsk, Smolensk, Gomel, Prague et Kaliningrad.